# سيلاس هوغن
سيلاس هوغن (بالإنجليزية: Silas Hogan)‏ هو مغني وكاتب أغاني أمريكي، ولد في 15 سبتمبر 1911، وتوفي في 9 يناير 1994 في باتون روج في الولايات المتحدة.

## وصلات خارجية
- سيلاس هوغن على موقع ميوزك برينز (الإنجليزية)
- سيلاس هوغن على موقع ديسكوغز (الإنجليزية)